# تولا کارتریج ورکس
تولا کارتریج ورکس (روسی: Тульский патронный завод) شرکت صنایع جنگ‌افزاری روس است، که در سال ۱۸۸۰ تأسیس شد.